# Brug 428
Brug 428 was een brug in Amsterdam-Oost.
De brug lag over de Weespertrekvaart en voerde van de Weesperzijde naar de Omval. De brug viel oorspronkelijk onder de gemeente Watergraafsmeer en staat als zodanig aangegeven op de kaart van die gemeente uit 1869. Op diezelfde kaart wordt vermeld dat op die plek een rolbrug lag. Een rolbrug is in principe traag bij openen en dichtgaan, maar er was in dit stukje Weespertrekvaart nog maar zeer weinig scheepvaart.
Vanwege aanleg van de spoorlijn Amsterdam – Utrecht in 1843 had de Weespertrekvaart een nieuwe monding naar de Amstel gekregen. Zo hoefde de spoorlijn niet schuin over de vaart, maar in een rechte hoek. De oude monding zou jarenlang een scheidslijn vormen tussen het Amsterdamse "vasteland" en het eilandje Omval, met een industrieterrein. Er lag een vijftal brugjes over dat stukje vaart en brug 428 was de noordelijkste. Die rolbrug is later vervangen door een draaibrug. Op de luchtfoto van het eiland uit de periode 1920-1940 is het ondersteunende deel voor het draaiende gedeelte nog te zien.
Er waren in 1958 wel plannen om die rolbrug nog te vervangen door een ophaalbrug, maar die plannen zijn voor zover bekend nooit uitgevoerd. De brug heeft in de laatste helft van de 20e eeuw voornamelijk gediend tot voet- en fietsbrug voor diegenen die nog gebruik maakten van het oude Jaagpad langs de Amstel. In de vroege jaren negentig werd besloten de Omval vol te bouwen met woningen. Het oude deel Weespertrekvaart werd gedempt, oude gebouwen verdwenen en de grond werd gesaneerd. Hiermee kwam ook een eind aan brug 428.

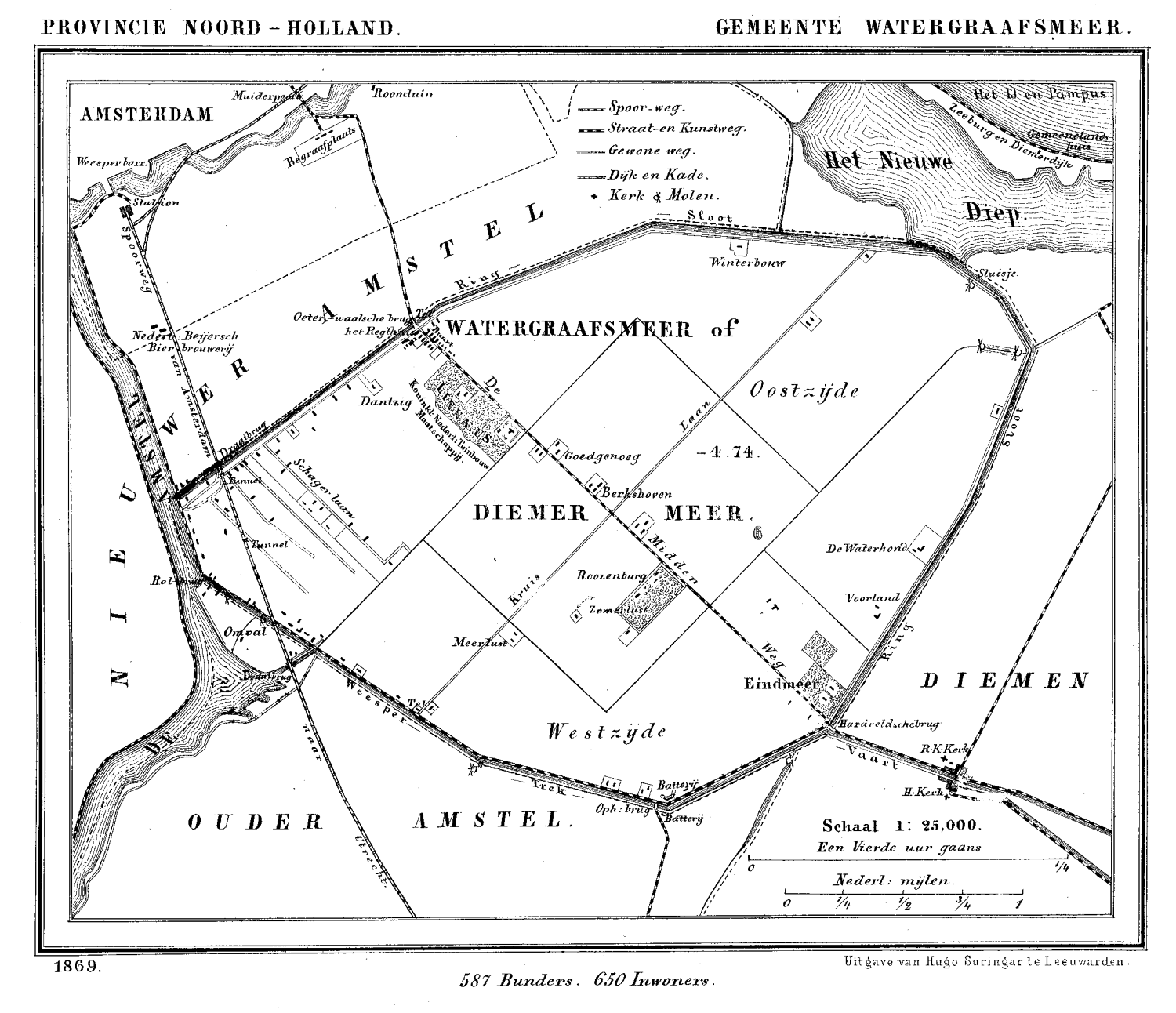
Kaart Watergraafsmeer uit 1869 met de rolbrug langs de Amstel

<<< · 400 · 401 · 402 · 403 · 404 · 405 · 406 · 407 · 408 · 409 · 410 · 411 · 413 · 414 · 415 · 416 · 417 · 418 · 419 · 420 · 421 · 422 · 423 · 424 · 425 · 427 · 429 · 430 · 431 · 432 · 433 · 434 · 435 · 436 · 437 · 438 · 439 · 440 · 441 · 442 · 443 · 444 · 445 · 446 · 447 · 448 · 449 · 450 · 451 · 452 · 453 · 454 · 455 · 456 · 457 · 458 · 459 · 460 · 461 · 462 · 463 · 464 · 465 · 466 · 469 · 470 · 471 · 472 · 473 · 474 · 475 · 476 · 478 · 479 · 480 · 482 · 483 · 485 · 486 · 487 · 488 · 489 · 490 · 491 · 492 · 493 · 494 · 495 · 496 · 497 · 499 · >>>
Brugnummers 412, 426, 428, 467, 468, 477, 481, 484 en 498 zijn niet (meer) vergeven.